# Moše Kachlon
Moše Kachlon (hebrejsky  משה כחלון‎;‎* 19. listopadu 1960 Chadera) je izraelský politik, právník a bývalý poslanec Knesetu za stranu Likud. Během druhé vlády Benjamina Netanjahua, která vládla v letech 2009 až 2013, zastával v izraelské vládě posty ministra komunikací, ministra financí a ministra sociální péče a sociálních služeb. V roce 2014 založil nový politický subjekt Kulanu, který ve volbách roku 2015 získal deset poslanců v Knesetu.

## Biografie
Narodil se na předměstí Chadery Giv'at Olga, jako jedno ze sedmí dětí libyjského imigranta. V letech 1978 až 1986 sloužil jako výcvikový instruktor u Izraelských obranných sil. Po skončení vojenské služby vystudoval bakalářský obor politologie na Haifské univerzitě, načež pokračoval studiem práva na právnické škole v Netanje.
Do Knesetu byl poprvé zvolen za stranu Likud ve volbách v roce 2003, po nichž se stal místopředsedou Knesetu. Před následujícími volbami v roce 2006 se překvapivě umístil na třetím místě kandidátní listiny své strany. Poslanecký mandát obhájil a před volbami v roce 2009 se umístil na šestém místě kandidátní listiny. Po opětovném obhájení mandátu byl 31. března 2009 jmenován ministrem komunikací ve druhé Netanjahuově vládě. V této pozici se mu podařilo dosáhnout změn v izraelském komunikačním trhu, jež vedly ke snížení cen za související služby. V letech 2011 až 2013 v téže vládě zastával rovněž post ministra sociální péče a sociálních služeb. V Knesetu se Kachlon věnoval vylepšení finanční situace ekonomicky znevýhodněných oblastí izraelské společnosti. V rámci této snahy se snažil prosadit zákon redukující poplatky pro chudé rodiny.
Navzdory své popularitě se rozhodl neúčastnit parlamentních voleb v roce 2013 a opustil politický život. V dubnu 2014 oznámil návrat do politiky, ne však do své někdejší strany Likud. Tu kritizoval, že postrádá prvek sociální odpovědnosti, který silně akcentovala například za vlády Menachema Begina v 70. a 80. letech. Koncem roku 2014 založil stranu Kulanu coby středopravou formaci, jejíž kandidátní listinu vedl do voleb v roce 2015 a stal se poslancem Knesetu.